# Fehérszemű bülbül
A fehérszemű bülbül (Pycnonotus simplex) a madarak osztályának verébalakúak (Passeriformes) rendjébe és a bülbülfélék (Pycnonotidae) családjába tartozó faj.

## Rendszerezése
A fajt René Primevère Lesson francia orvos és tudós írta le 1839-ben.

## Alfajai
- Pycnonotus simplex simplex (Lesson, 1839) – dél-Mianmar, dél-Thaiföld, Maláj-félsziget, Szumátra, Borneó;
- Pycnonotus simplex prillwitzi (Hartert, 1902) – Jáva;
- Pycnonotus simplex halizonus (Oberholser, 1917) – Anambas-szigetek, Natuna-szigetek.

## Előfordulása
Délkelet-Ázsiában, Brunei, Indonézia, Malajzia, Mianmar, Szingapúr és Thaiföld területén honos.
A természetes élőhelye a szubtrópusi vagy trópusi síkvidéki- és hegyi esőerdők, mocsári erdők és cserjések. Állandó, nem vonuló faj.

## Megjelenése
Testhossza 18 centiméter.

## Életmódja
Rovarokkal és gyümölcsökkel táplálkozik.

## Természetvédelmi helyzete
Az elterjedési területe rendkívül nagy, egyedszáma pedig csökkenő, de még nem éri el a kritikus szintet. A Természetvédelmi Világszövetség Vörös listáján nem fenyegetett fajként szerepel.